# Hrabstwo Rice (Kansas)

Piramida wieku hrabstwa

Hrabstwo Rice – hrabstwo położone w Stanach Zjednoczonych, w stanie Kansas z siedzibą w mieście Lyons. Założone 26 lutego 1867 roku. Hrabstwo należy do nielicznych hrabstw w Stanach Zjednoczonych należących do tzw. dry county, czyli hrabstw gdzie decyzją lokalnych władz obowiązuje całkowita prohibicja.

## Miasta
- Lyons
- Sterling
- Little River
- Chase
- Bushton
- Geneseo
- Alden
- Raymond
- Frederick

## Park Narodowy
- Quivira National Wildlife Refuge

## Sąsiednie Hrabstwa
- Hrabstwo Ellsworth
- Hrabstwo McPherson
- Hrabstwo Reno
- Hrabstwo Stafford
- Hrabstwo Barton